# Lehenbach (Main)
Der Lehenbach ist ein knapp eineinhalb Kilometer (mit Hopperleinsgraben 3,5 km) langer rechter und östlicher Zufluss des Mains in Unterfranken.

## Geographie

### Quellbäche

#### Hopperleinsgraben
Der Hopperleinsgraben ist der linke und südliche Quellbach. Er wird manchmal auch als Oberlauf des Lehenbaches angesehen.

#### Untreugraben
Der Untreugraben ist der rechte und nördliche Quellbach. Er wird manchmal auch als Zufluss des Lehenbaches angesehen.

### Verlauf
Der Lehenbach entsteht im Südlichen Hesselbacher Waldland auf einer Höhe von etwa 256 m ü. NN in der Flur Pfarr Wiese südöstlich des Schonungener Ortsteiles Forst aus dem Zusammenfluss von Untreugraben und Hopperleinsgraben. Sein Ursprung liegt südwestlich des Steinberges und südöstlich des Ludwigsberges (338 m ü. NN) am Nordrand des Kirchenwaldes knapp hundert Meter nördlich der B 203.
Der vereinigte Bach fließt zunächst nördlich der Bundesstraße knapp vierhundert Meter südwestwärts durch die Flur Roesenbach Wiesen und markiert dann bis zu seiner Mündung die Gemeindegrenze zwischen den Schonungen im Norden und Gädheim im Süden. Diese Grenze trennt zugleich den Landkreis Schweinfurt vom Landkreis Haßberge. Er läuft dann begleitet von spärlichem Gehölz in Richtung Westsüdwesten in der Flur Am Lehenbach durch eine landwirtschaftlich genutzte Zone. Nach etwa einen halben Kilometer nimmt er auf seiner rechten Seite einen intermittierenden Feldgraben auf.
Der Lehenbach unterquert dann knapp einen halben Kilometer bachabwärts noch die B 26 und gleich darauf die Gleisanlagen der Bahnstrecke Bamberg–Rottendorf und mündet schließlich am Ostrand des Schweinfurter Beckens  auf einer Höhe von 210 m ü. NN bei ungefähr Mainkilometer 340,4 knapp einen Kilometer südsüdwestlich von Forst von rechts und von Osten kommend in den von Südosten heranziehenden Main.